# Tachanka

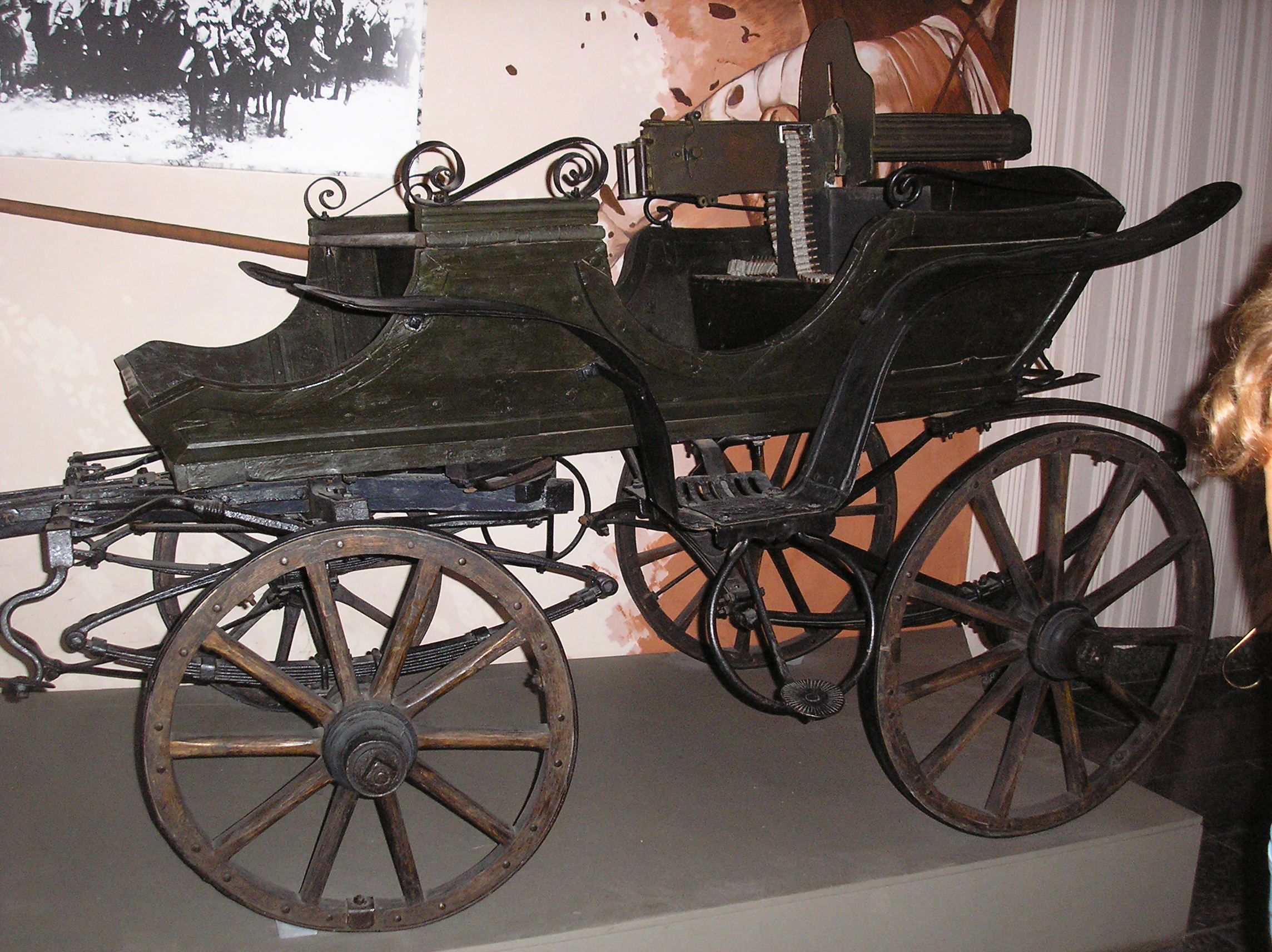
Tachanka del Ejército Negro, expuesta en el museo de Guliaipolé (Ucrania).

La tachanka (en ruso: тачанка) era un vehículo remolcado por caballos y armado con una ametralladora, generalmente una carreta o carro abierto con una ametralladora en su parte posterior. Una tachanka puede ser remolcada por dos o cuatro caballos y tiene una tripulación de dos o tres hombres (el cochero y los sirvientes de la ametralladora). Su invención se atribuye a Néstor Majnó. Fue utilizada durante la Guerra Civil Rusa, la Primera Guerra Mundial e incluso la Segunda Guerra Mundial.

## Origen
Hay por lo menos dos posibles hipótesis sobre el origen de la palabra tachanka. El diccionario etimológico de Max Vasmer sugiere que la palabra deriva del ucraniano netychanka ("нетичанка"), najtyczanka en polaco, un tipo de carruaje llamado así por ser fabricado en la ciudad de Neutitschein, hoy Nový Jičín en la República Checa. Según otra teoría, es un diminutivo ucraniano de la palabra tachka (en ruso: та́чка, "carretilla"). Mientras que otra teoría es que se trataría de una contracción de 'Tavrichanka', los resistentes carruajes del sur de Ucrania y Crimea, que a su vez deriva de Tavria (Táurica), región histórica del sur de Ucrania.

## Adopción
Un carruaje civil remolcado por caballos podía ser fácilmente transformado para ser empleado en combate y viceversa. Ya los británicos habían empleado carros con ametralladora similares durante la Guerra Bóer de 1899-1902, pero aquellos sólo podían abrir fuego estacionados o con la ametralladora montada sobre su trípode en el suelo, mientras que la tachanka era capaz de disparar en movimiento. Esto hizo que la tachanka fuera muy popular durante la Primera Guerra Mundial en el Frente Oriental, donde fue empleada por la Caballería rusa. El empleo de tachankas alcanzó su apogeo durante la Guerra Civil Rusa, especialmente en las regiones del sur de Rusia y Ucrania, donde los frentes eran fluctuantes y la guerra móvil tuvo gran importancia. 
Las tácticas empleadas por las tachankas eran parecidas a las del artillado, su sucesor. Se centraban en tomar ventaja de su velocidad para sorprender al enemigo. Antes de la introducción del automóvil o el tanque en el campo de batalla, las tachankas eran el único medio para mover con rapidez las pesadas y voluminosas ametralladoras de la Primera Guerra Mundial. La velocidad del carro remolcado por caballos podía emplearse para situar la ametralladora en una posición ventajosa, abriendo fuego contra el enemigo antes que tuviera tiempo de reaccionar. Podía acercarse al blanco fingiendo ser un vehículo civil, descubrir su ametralladora, y disparar, o podía pulverizar un sector de su objetivo desplazándose a gran velocidad. Cualquiera de los métodos servía tanto para el uso militar regular como para la guerrilla.

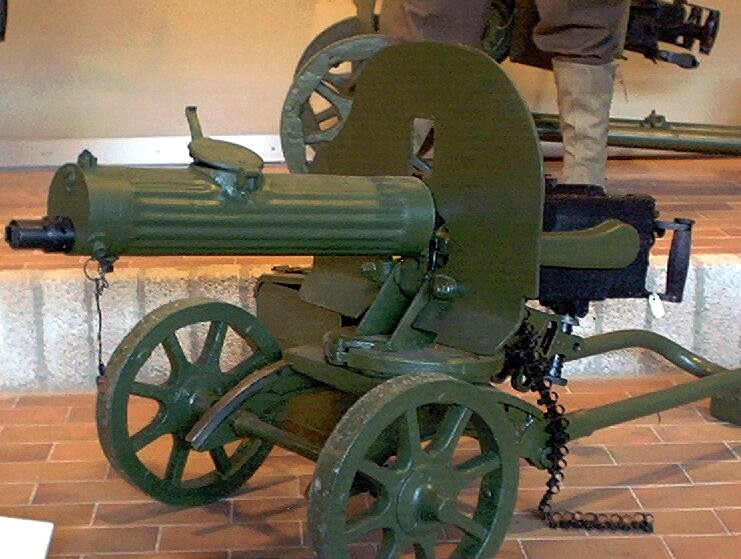
La ametralladora Maxim M1910 que llevaban las tachankas del Ejército Negro de Néstor Majnó.

Como la ametralladora apuntaba hacia la parte posterior del carruaje, las tachankas podían defenderse contra la caballería enemiga que las perseguía tras un asalto y cubrir las retiradas con fuego de apoyo. Néstor Majnó fue quien inició el empleo masivo de tachankas en combate. Las tropas de Majnó se basaban mucho en el empleo de tachankas, a tal punto que un majnovista se refería a sus camaradas y a sí mismo como "una república de tachankas". El Ejército Revolucionario Insurreccional de Ucrania fue el primero que las usó de forma sistemática y masiva, principalmente contra la caballería enemiga. Los majnovistas también empleaban las tachankas para transportar tropas (cubriendo unos 100 km diarios). Las tachankas fueron rápidamente adoptadas por el Ejército Rojo, donde se hicieron famosas gracias a Vasili Chapáyev.
La tachanka fue adoptada más tarde por diversos ejércitos, especialmente el Ejército polaco, que las empleó durante la Guerra Polaco-Soviética. La mayoría de estas eran al inicio improvisadas, aunque el Ejército polaco también adoptó dos modelos de taczanka fabricadas en serie. Estas fueron empleadas durante la invasión soviética de Polonia de 1939 para apoyar los escuadrones de Caballería. Estaban presentes en cada escuadrón de ametralladoras pesadas de Caballería y compañía de ametralladoras pesadas de la Infantería.

## Armamento
A pesar de una cierta estandarización, el armamento de las tachankas se improvisaba en la mayoría de los casos. En Rusia, se empleaba con frecuencia la ametralladora pesada estándar Maxim M1910. La Caballería polaca en la Guerra Polaco-Soviética frecuentemente armaba sus tachankas con cualquier tipo de ametralladora disponible, incluyendo a la Maxim M1910, la Schwarzlose MG M.07/12, la Hotchkiss M1914 y la Browning M1917. Los posteriores modelos estándar del Ejército polaco iban armados con la ametralladora Ckm wz.30, una versión polaca de la Browning M1917, que también podía emplearse como arma antiaérea. Las tachankas también fueron adoptadas por el Heer, que usó el modelo Jf.5, armado con una batería de dos ametralladoras MG34, para la defensa antiaérea durante toda la Segunda Guerra Mundial.

## En la cultura popular
Una de las canciones que glorifican al Ejército Rojo durante la Guerra Civil Rusa se llamaba Tachanka. El siguiente fragmento de su letra, traducido literalmente, dice:
Y hasta hoy día, el enemigo tiene pesadillas
Sobre la espesa lluvia de plomo,
El carro de guerra,
Y el joven ametralladorista.
Las tachankas aparecen en las películas soviéticas clásicas Chapáyev y Millas de fuego.
Son mencionadas en el cuento "Teoría de la tachanka", del libro Caballería roja, de Isaak Bábel.
En el videojuego de 2015 Tom Clancy's Rainbow Six: Siege, hay un personaje jugable ruso llamado Aleksandr "Tachanka" Senaviev, que puede desplegar una ametralladora ligera Degtiariov montada sobre trípode.